# Estación La Dorita
La Dorita es una estación ferroviaria ubicada en el paraje homónimo, partido de Carlos Casares, Provincia de Buenos Aires, Argentina.
La estación corresponde al Ferrocarril Domingo Faustino Sarmiento de la red ferroviaria argentina.

## Servicios
Desde agosto de 2015 no se prestan servicios de pasajeros. Sus vías están concesionadas a la empresa de cargas Ferroexpreso Pampeano.